# Autoroute M8 (Hongrie)
Pour les articles homonymes, voir M8.
L'autoroute hongroise M8 est une autoroute qui reliera Szolnok à l'Autriche via Veszprém. Elle correspond à la route européenne E 66.